# Ван Рёйвен, Лара
Лара ван Рёйвен (нидерл. Lara Victoria van Ruijven; 28 декабря 1992 — 10 июля 2020) — нидерландская шорт-трекистка, чемпионка мира на дистанции 500 метров, пятикратный призёр чемпионата Европы по шорт-треку 2013, 2014, 2015, 2016, 2017 года.

## Спортивная карьера
Лара ван Рёйвен родилась в городе Налдвейк, провинция Южная Голландия. Впервые стала на коньки в шестилетнем возрасте и начинала как конькобежец, а также увлекалась хоккеем и теннисом. В 2008 году она заявила, что хотела бы побывать на Олимпийских играх — «Хотя мне также кажется очень крутым, что мне разрешили стартовать на чемпионате мира, особенно потому, что я тогда смогу выступить против этих непобедимых корейских девушек», — сказала она в 15-летнем возрасте. В 17 лет её взяли в юниорский состав и она переехала в столицу конькобежного спорта Херенвен. Профессионально тренироваться начала в 2013 году на базе клуба «HardrijVereniging Den Haag-Westland» под руководством Йеруна Оттера.
Первую медаль на соревнованиях международного уровня ван Рёйвен выиграла во время чемпионата Европы по шорт-треку 2013 года в шведском Мальмё. Голландские шорт-трекистки в женской эстафете на 3000 м с результатом 4:18.569 заняли первое место, опередив соперниц из Германии (4:18.692 — 2-е место) и Польши (4:19.794 — 3-е место). В 2014 году получила травму колена.
Серебряную медаль ван Рёйвен выиграла во время чемпионата Европы по шорт-треку 2015 года в голландском — Дордрехте. Её команда в женской эстафете на 3000 м с результатом 4.18,174 заняла второе место, опередив соперниц из Венгрии (4.18,658 — 3-е место), но уступив первенство спортсменкам из России (4.18,084 — 1-е место).
Участие на чемпионате Европы по шорт-треку 2017 года в итальянском Турине принесло в актив ван Рёйвен бронзовую медаль, которая была добыта в эстафете на 3500 м, где голландские шорт-трекистки с результатом 4:18.446 заняли третье место. Первенство забега было отдано спортсменкам из Венгрии (4:17.195 — 2-е место) и Италии (4:17.166 — 1-е место), а в сентябре вывихнула плечо. 6 января 2018 года поступила в больницу с травмой правой лодыжки.
На зимних Олимпийских играх 2018 де Врис была заявлена для участия в забеге на 500 м и эстафете на 3000 м.
В конце июня 2020 года во время сбора во французских Пиренеях Лара заболела и была госпитализирована в больницу города Перпиньян, где был поставлен диагноз — аутоиммунное заболевание. Две операции не принесли результата, у неё было внутреннее кровотечение, она находилась в коме и скончалась 10 июля 2020 г.